# 조르주 브라크
조르주 브라크(Georges Braque, 1882년 5월 13일 ~ 1963년 8월 31일)는 프랑스의 화가이다. 파리 미술 학교에서 배우고, 1906년에는 앵데팡당 전에 입선하였다. 처음에는 야수파라고 하는 대담하고 거친 붓놀림으로 선명한 색조를 나타내는 그림을 그렸으나, 폴 세잔의 영향으로 인상파에 접근하였다. 1907년에는 피카소와 친구사이로 사귀면서부터 사물을 입체적으로 보는 데 주력하게 되었으며, 피카소와 함께 입체파로서 프랑스 화단의 중요한 위치를 차지하였다. 제1차 세계대전 후 신고전주의적 필치로 정물, 실내화를 그렸다. 그의 작품으로 《포르투갈 인》, 《탁상 정물》, 《해변 풍경》, 《기타와 클라리넷》, 《기타를 가진 소녀》 등이 있다.

## 생애
1882년 파리 근교의 아르장튀유에서 태어났고, 8세에 집안이 르 아브르로 이사, 브라크도 그 곳에서 성장하였다. 부친은 도장업을 하였는데 그도 소년시절부터 그 직업을 견습하면서 1897년 르 아브르의 미술학교 야간부에서 그림을 공부하였다. 이윽고 장식화가를 지망하여 그 수업을 위해서 1900년 파리로 갔다. 파리에서는 아카데미 운베르에 다녔는데 여기에서 로랑생과 피카비아와 사귀었다. 그러나 그는 노르망디 출신인 프리에스와 가장 절친하여 이 두 사람은 1906년에 네덜란드로, 1907년에는 남프랑스의 라 시오타로 여행을 하였다. 그동안 브라크는 포비즘에 가담하여 색채가 선명한 작품을 그렸으며, 당시의 그는 프리에스와 나란히 마티스나 드랭의 영향이 농후하였다. 시오타에서 돌아온 뒤에 브라크는 전기를 맞이하게 된다. 그는 포비슴의 그룹을 떠나 에스타크에서 지내면서 고독한 가운데에 세잔이 시사한 자연의 양식화 방향을 추구했다.
1908년 큐비즘 명칭의 유래가 된 <에스타크 풍경>이 살롱 도톤에서 거부당하여 칸와이러의 화랑에서 개인전을 열었다. 이것으로 피카소와의 친교가 깊어지고 폴 세잔의 영향을 받은 퀴비슴에서 점차로 풍경을 제거한 분석적 큐비즘으로 나갔다. 이 시기에 브라크와 피카소는 서로를 가려 볼 수 없을 만큼 그림이 비슷하였다. 1911년경부터 두 사람의 화면에는 현실 회복의 징조가 나타나 숫자와 알파벳이 구성 요소로 취급되고, 이듬해에는 이것이 파피에 콜레로 발전하여 총합적 큐비즘에 옮겨 갔다. 화사한 피카소와 대조적인 성격의 탓도 있지만 브라크는 친한 친구들 사이에서 마담 피카소란 별명으로 불린 것도 이 시기의 일이다. 1914년 제1차 세계대전에 참전하였으나 머리에 부상을 입어 1917년에 제대한 후 회화의 길에 복귀하여 예의 총합적 큐비즘을 완성하였다. 화면에 색채와 대상성을 회복하고 나체와 풍경의 모티프도 받아들여서 피카소와 별도의 길을 걷는 독자적 양식에 도달하였다. 1920년 피카소가 고전주의로 전환하였을 때에 브라크는 최초로 조각에 손을 대어 형태애 관한 사고를 더욱 연마해 나갔다. 1930년대 재차 피카소와 가까워졌으나 브라크의 모뉴멘털한 장식성의 추구는 벌써 피카소와 질적으로 다른 침정과 세련을 구하는 것이었다.